# Lea Rosh

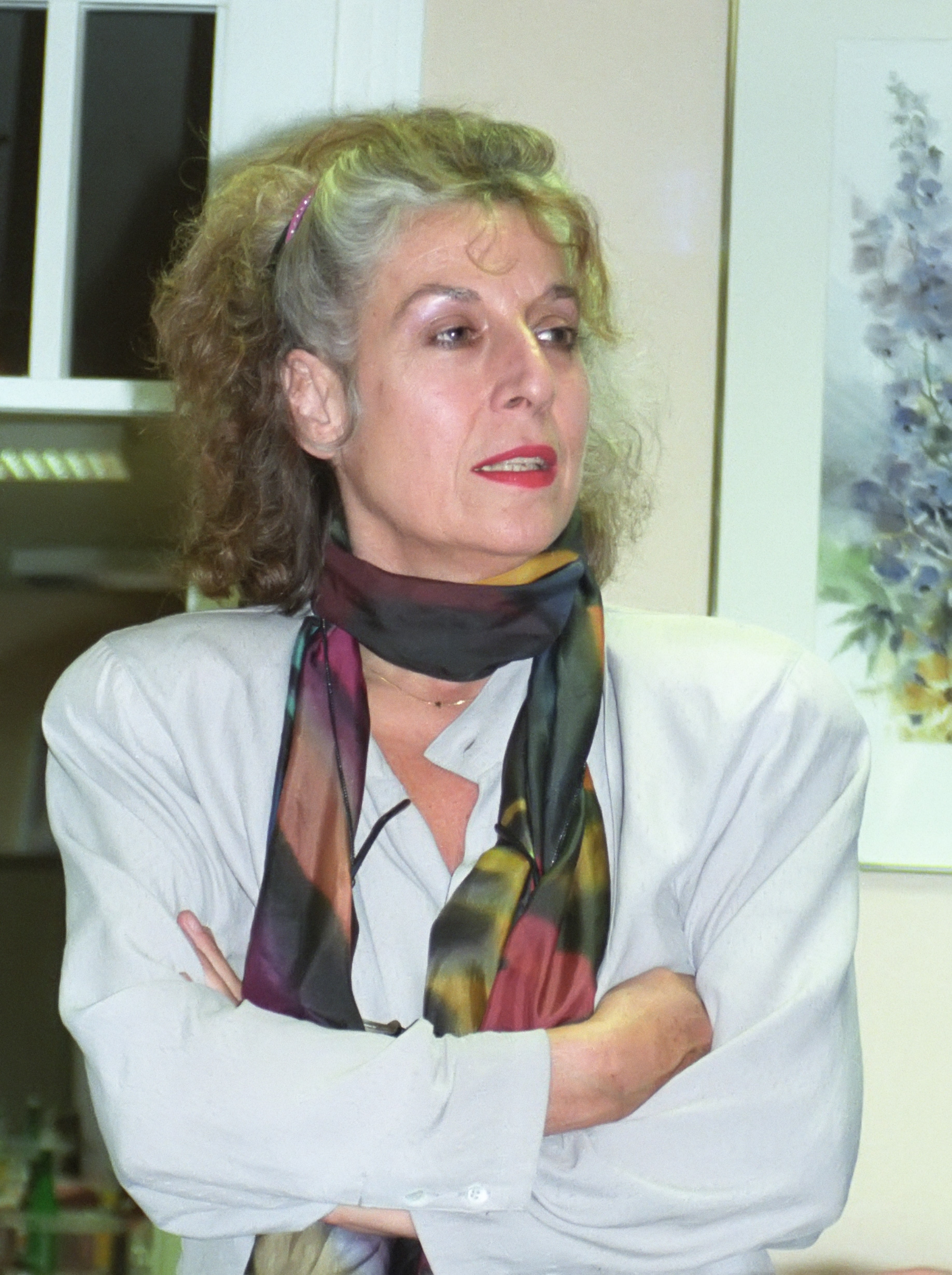
Lea Rosh, około 1985

Lea Rosh, właściwie Edith Renate Ursula Rosh (ur. 1 października 1936 w Berlinie) – niemiecka dziennikarka, od 1968 członkini Socjaldemokratycznej Partii Niemiec (SPD).
Urodziła się jako trzecia z czworga rodzeństwa. Jej matka pochodziła z zamożnej rodziny z Grazu.
Jej ojciec poległ zimą 1944 w okupowanej przez Niemców Polsce jako żołnierz Wehrmachtu.
W roku 1954, w wieku 18 lat, wystąpiła z Kościoła Ewangelickiego i zmieniła używane dotychczas imię Edith na Lea.
Studiowała historię, socjologię i dziennikarstwo na Wolnym Uniwersytecie Berlińskim. Karierę zawodową rozpoczęła od stanowiska reportera radiowego w rozgłośni RIAS, następnie prowadziła program o modzie w telewizji Sender Freies Berlin.
1973 przeniosła się do Hamburga, gdzie w NDR prowadziła cykl ARD-Ratgeber: Technik. Następnie prowadziła telewizyjne programy polityczne, gdzie zasłynęła z dociekliwych pytań.
W latach 1991–1997 kierowała stacją telewizyjną NDR w Hanowerze.
W roku 1985 została nagrodzona Medalem Carla von Ossietzky’ego za „zasługi w obronie praw obywatelskich i działalność antyfaszystowską”. Za scenariusz do filmu Der Tod ist ein Meister aus Deutschland (Śmierć jest mistrzem z Niemiec) otrzymała 1990 wspólnie z historykiem ze Stuttgartu, Eberhardem Jäckelem, literacką Nagrodę Rodzeństwa Schollów (Geschwister-Scholl-Preis).
W roku 1988 przyłączyła się do, podjętej przez Jäckela, inicjatywy budowy w Berlinie pomnika ofiar Holocaustu.
13 września 2006 prezydent Horst Köhler nadał jej Krzyż Zasługi na Wstędze Republiki Federalnej Niemiec.
W 2008 zmarł jej małżonek Jakob Schulze-Rohr, architekt i przedsiębiorca budowlany.

## Publikacje
- Lea Rosh, Günther Schwarberg: Der letzte Tag von Oradour. Steidl, Göttingen 1997, ISBN 3-88243-092-3.
- Lea Rosh, Eberhard Jäckel: „Der Tod ist ein Meister aus Deutschland.” Deportation und Ermordung der Juden, Kollaboration und Verweigerung in Europa. Hoffmann und Campe, Hamburg 1990, ISBN 3-455-08358-7.